# Maqbool Fida Husain
Maqbool Fida Husain (Panharpur, 17 settembre 1915 – Londra, 9 giugno 2011) è stato un pittore, regista e sceneggiatore indiano.
Maqbool Fida Husain, meglio conosciuto col nome di 'MF Husain', era di origine indiane, ma morì in Qatar, dove era stato nazionalizzato.
Fu soprannominato "Il Picasso indiano" e influenzò molte generazioni artistiche del suo Paese, l'India. Aderì dal 1947 al Modernismo Indiano. Fu anche regista, produttore, scenografo.
Il suo lavoro causò controversie, quando nel 1996, pubblicò dei quadri risalenti agli anni'70, nei quali rappresentava degli indiani nudi.

## Biografia
Nacque in una famiglia indiana di religione musulmana. Sua madre morì quando egli aveva appena un anno e sei mesi. Suo padre si risposò e si trasferirono a Indore. Nel 1935 Husain si iscrisse alla Sir J.J. School of Art. La sua notorietà raggiunse livelli elevatissimi negli anni '40.
Nel 1947 entrò a far parte del Modernismo Indiano fondato da Francis Newton Souza. Nel 1952 tenne un'esposizione a Zurigo. Nel 1966 venne insignito del Premio Shree e del Premio Padma Bhushan. Nel 1967 realizzò il film "Trough the eyes of a painter", che vinse il prestigioso Orso di Berlino.
Husain venne eletto al Parlamento Indiano, ma successivamente fu ricercato dalla giustizia indiana per le controversie del 1996. Al 2006 risale la sua ultima permanenza in India. Le controversie sorsero dalla pubblicazione, nel 1996, di alcuni quadri, vecchi di quarant'anni, ritraenti alcune dee indù senza veli e uno ritraente una donna nuda in una posa che le dà la forma della mappa dell'India continentale.
Morì il 9 giugno 2011, a 95 anni.